# Aktion bernisches Laufental
Die Aktion bernisches Laufental (ABL) war eine politische Organisation in der Schweiz. Sie vertrat in der Frage des Kantonswechsels des Laufentals jene Einwohner des Bezirks Laufen, die beim Kanton Bern bleiben wollten. Die ABL war zentral in die Berner Finanzaffäre verwickelt. Ihre heimliche illegale Finanzierung durch Gelder des SEVA-Lotteriefonds führte dazu, dass die Laufental-Abstimmung wiederholt werden musste und der Bezirk sich für den Beitritt zum Kanton Basel-Landschaft aussprach.

## Geschichte
Die berntreuen Laufentaler organisierten sich zunächst in der am 11. November 1977 gegründeten «Vereinigung für eine gesicherte Zukunft des Laufentals», die sich gegen die Volksinitiative zur Einleitung des Anschlussverfahrens des Laufentals an einen Nachbarkanton der Nordwestschweiz engagierte. Deren Kampagne blieb jedoch wirkungslos, denn am 18. Juni 1978 nahmen 65,1 % der Abstimmenden die Initiative an und erteilten somit der Bezirkskommission den Auftrag, Verhandlungen aufzunehmen. Unmittelbar darauf erfolgte die Gründung der Aktion bernisches Laufental, die sich zur grössten und einflussreichsten berntreuen Vereinigung entwickelte.
Die von einem dreiköpfigen Präsidium geleitete ABL verstand sich zwar als überparteilich, wurde aber vor allem von Vertretern der FDP getragen. Aktiv war sie insbesondere in den Monaten vor der Abstimmung vom 11. September 1983, wobei sie sich von einer Werbeagentur in Bern professionell beraten liess. Sie veröffentlichte Artikel in ihrem Organ Die Entscheidung und in der ihr nahe stehenden Lokalzeitung Der Volksfreund, ebenso verbreitete sie Flugblätter und ausführliche Propagandaschriften. Dabei gelang es ihr, die Abstimmungsfrage auf eine rein emotionale Ebene zu verlagern. Besonders eine als «rotes Büchlein» bekannt gewordene Schrift zerzauste den Laufentalvertrag regelrecht und sparte nicht mit erfundenen Behauptungen. Unter anderem war darin die Rede von der «Vergewaltigung unserer Bezirksverwaltung und unserer Selbstständigkeit», dass die Laufentaler die Schulden von Basel-Landschaft abbezahlen müssten und dass das Laufental nicht «verschachert» werden dürfe. Die für Schweizer Verhältnisse beispiellose und bisweilen sehr rabiate Propagandawelle verfehlte ihre Wirkung nicht, denn 56,7 % der Abstimmenden sprachen sich für den Verbleib beim Kanton Bern aus.
Enthüllungen des Finanzrevisors Rudolf Hafner brachten im folgenden Jahr die Berner Finanzaffäre ins Rollen. Eine vom Grossen Rat eingesetzte «Besondere Untersuchungskommission» bestätigte im August 1985 sämtliche Vorwürfe. In den Jahren 1980 bis 1983 hatte die ABL zur Finanzierung ihrer Aktivitäten 333'281 Franken erhalten, was rund 37 Franken für jeden Laufentaler Stimmberechtigten entsprach. Offiziell als «einmalige Starthilfe» genehmigt hatte der Grosse Rat lediglich 60'000 Franken. Der Rest stammte aus dem SEVA-Lotteriefonds und war ohne jegliche rechtliche Grundlage und über verschlungene Umwege an die ABL geflossen. Der im März 1986 erschienene Revisionsbericht der ABL machte ersichtlich, dass die illegalen Zahlungen nicht weniger als 85 Prozent ihres Budgets für die Zeit zwischen Juli 1979 und Oktober 1984 ausmachten. Ausserdem verstiessen die Zahlungen gegen ein Stillhalteabkommen, mit dem sich beide Kantonsregierungen 1982 dazu verpflichtet hatten, keinerlei Einfluss auf die Abstimmung auszuüben. Grossrat Rudolf Schmidlin (FDP), ein führender Exponent der ABL, erklärte am 25. Oktober 1985 an einer ausserordentlichen Sitzung des Bezirksrates, dass er seinerzeit den Kanton um Hilfe gebeten habe. Er rechtfertigte sein Handeln damit, dass die Berntreuen in dem mit 1,3 Millionen Franken finanzierten Bezirksrat stets von den Probaselbietern überstimmt worden seien. Die Spiesse seien nicht gleich lang gewesen, und der Kanton Bern sei deshalb in einen «Informationsrückstand» geraten.
Nach einem jahrelangen Rechtsstreit verfügte das Bundesgericht am 20. Dezember 1988, dass die Abstimmung wiederholt werden müsse. In den Monaten vor der zweiten Laufental-Abstimmung vom 12. November 1989 verhielt sich die ABL zunächst eher defensiv und versuchte ihre Vorgehensweise im Zusammenhang mit dem Finanzskandal zu rechtfertigen, indem sie Richtigstellungen veröffentlichte und der separatistischen Laufentaler Bewegung vorwarf, ebenfalls von fremden Geldern zu profitieren. Bald schon legte die ABL ihre Zurückhaltung ab; auf ihren Plakaten zeigte sie einen Gesslerhut auf einer Stange in den Farben des Baselbiets und bezeichnete ihre Gegenspieler als «Landvögte». Die Jugendsektion und die ABL-Ortssektionen beteiligten sich mit eigenen Aktionen. Schliesslich sprachen sich 51,7 % der Abstimmenden für den Kantonswechsel aus, womit die ABL als Verliererin dastand. Noch am Tag der Abstimmung löste sie sich auf; an ihre Stelle trat die neue Vereinigung berntreuer Laufentaler, ein Zusammenschluss mehrerer antiseparatistischer Organisationen.